# Luna (stad)
För andra betydelser, se Luna.
Luna var en gammal etruskisk stad som låg ungefär 6 kilometer sydöst om det moderna Sarzana (provinsen La Spezia, regionen Ligurien, Italien). Den låg vid floden Marca (som idag kallas Magra) på gränsen mellan Ligurien och Etrurien. Luna ligger utanför Luni Mare en frazione i kommunen Luni (tidiger Ortonovo), i provinsen La Spezia i den italienska regionen Ligurien. Luni har gett namn åt området Lunigiana, som sträcker sig från östra Ligurien till norra Toscana.
Luna fick sin betydelse från hamnen, som nämns av Ennius som 205 f.Kr. seglade under Manlius Torquatus till Sardinien. Staden tycks inte ha grundats förrän 177 f.Kr. En inskription från 155 f.Kr. som återfanns vid forum i Luna år 1851, var tillägnad en M. Claudius Marcellus med anledning av hans seger över ligurerna och apuanerna. 
Under kejsartiden förlorade staden Luna mycket av sin forma betydelse, trots att kustvägen  Via Aurelia passerade genom staden. Luna var också känt för den marmor som kom från bergen Carrara: marmorn kallades då luna-marmor. Luna var också omtalat för sina dagbrott och vin. 
Luna blev år 860 plundrat av vikingarna under Håstein och Björn Järnsida som, enligt sägnen, trodde det var Rom. Staden förstördes av araberna 1016. Den var då biskopssäte, och den funktionen flyttades över till Sarazana 1204.